# Tiepina
Em química orgânica, tiepina é um composto heterocíclico insaturado de sete átomos, com seis átomos de carbono e um átomo de enxofre.